# Tizayuca
Tizayuca é um município do estado do Hidalgo, no México.